# 가톨릭 아미앵 교구

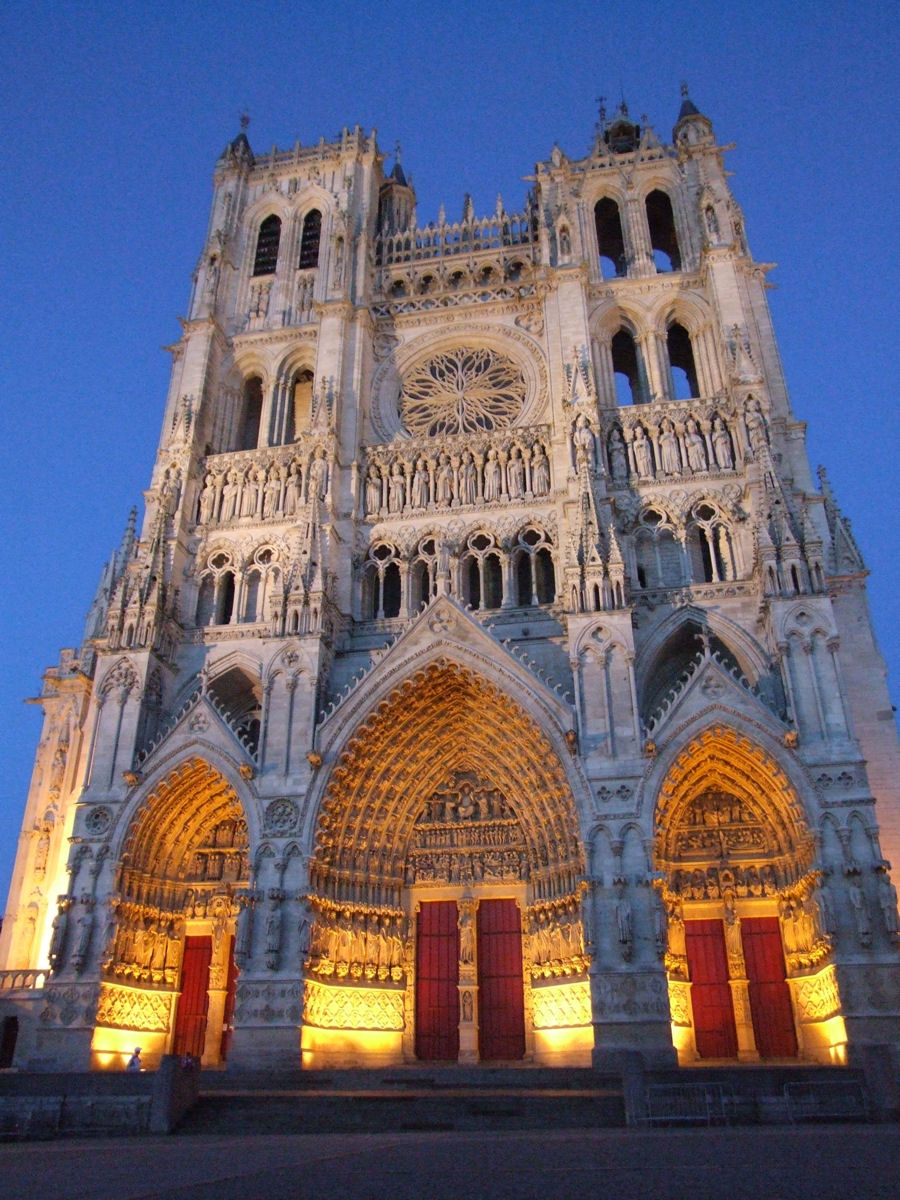

아미앵 교구(라틴어: Dioecesis Ambianensis)는 프랑스의 로마 가톨릭교회 교구이다. 앙시앵 레짐 동안 랭스관구의 구성교구였다가 1802년부터 1822년까지 파리관구로 잠시 편입되었으며, 이후로는 다시 랭스관구로 편입되었다.

## 같이 보기
- 프랑스의 로마 가톨릭교회
- 프랑스의 로마 가톨릭 교구 목록